# Heloderma horridum alvarezi
Heloderma horridum alvarezi is een ondersoort van de Mexicaanse korsthagedis (Heloderma horridum), die behoort tot de familie korsthagedissen (Helodermatidae).
De wetenschappelijke naam van de ondersoort werd voor het eerst voorgesteld door Bogert & Martin del Campo in 1956.
Heloderma horridum alvarezi is als volwassen exemplaar makkelijk van andere ondersoorten te onderscheiden doordat de kleur vaak geheel zwart is, sommige dieren hebben nog wel enige gekleurde vlekken. Juveniele exemplaren hebben net als andere ondersoorten gekleurde vlekken maar deze verdwijnen naarmate het dier ouder wordt.